# Forța Coriolis

Într-un sistem de referință inerțial, obiectul se mișcă rectiliniu. Dacă sistemul de referință se află în rotație, observatorul in sistemul in rotație observă o deviere laterală a obiectului ca fiind în deplasare curbilinie

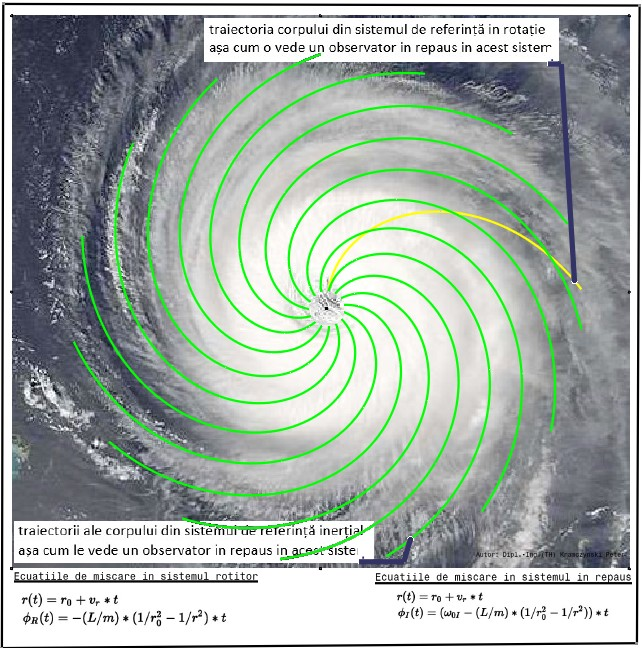
Traiectoria de mișcare (galben) in sistemul de referință rotitor, si (verde) in sistemul de referință inerțial, Curbe Coriolis simulând uraganul Isabel din 16. Sep. 2003

Forța Coriolis este o forță aparentă, de inerție, care acționează asupra unui corp când acesta este situat într-un sistem de referință aflat în mișcare de rotație. 
 Din punct de vedere fizic, ea este o urmare a conservării momentului cinetic a mișcării rotative.

## Efectul Coriolis și Forța Coriolis
Efectul Coriolis este un efect al observării, la care un observator, rotindu-se împreună cu un corp cu masă care se mișcă față de el radial, fără fricțiune, nesupus unei forte exterioare si neconstrâns în mișcare, el observă că acel corp este supus unei devieri de la mișcarea rectilinie radială, in sens opus mișcării rotative. 
Acel corp nefiind supus fricțiunii sau unei forte externe și nici unei legături de constrângere a mișcării libere inerțiale, forța care îl deviază din calea sa rectilinie spre o cale curbată, nu poate fi decât o forță de inerție, datorată inerției materiei, exprimată in conservarea impulsului de mișcare, rectiliniu sau rotativ. Această forță se numește forța Coriolis și accelerația care produce forța în conformitate cu Legile lui Newton, se numește accelerația Coriolis.

## Istoric

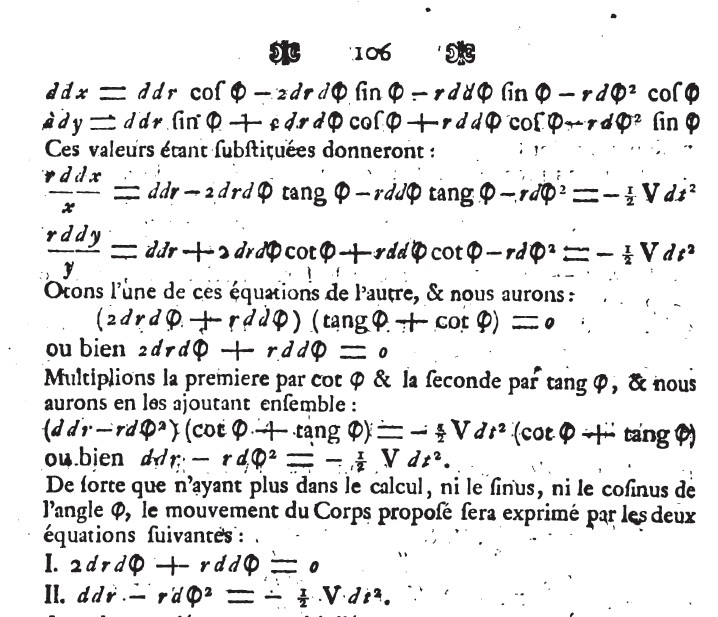
Recherches sur le mouvement des corps célestes en général / Euler 1747

Încă din 1747 matematicianul elvețian Leonhard Euler a dedus expresia matematică a accelerației redescoperită și denumită după Gaspard Coriolis. Publicată în: 

 Recherches sur le mouvement des corps célestes en général, / L. Euler / Abhandlungen der Königlichen Akademie der Wissenschaften Berlin, (1747), pag.  106 

 Recherches sur le mouvement des corps célestes en général, / L. Euler / Histoire de l’academie Royal des Sciences et Belles Lettres, (1749), pag. 106 

El scria sub formă diferențială: 
{\displaystyle 2*dr*d\Phi +r*dd\Phi =0}
cea ce scriem azi sub formă derivativă: 
{\displaystyle 2*r'*\omega +r*\omega '=0}
Se observă că nu este altceva decât cea ce numim azi conservarea momentului cinetic:
{\displaystyle 1/(m*r)*dL/dt=\omega '*r+2*\omega *r'=0}
în care ultimul termen este denumit accelerație Coriolis. Termenul {\displaystyle \omega '*r} se numește accelerație Euler.

## Forțe de legătură și forțe inerțiale
În formulă se revelează două accelerații de constrângere, sau de legătură, a gradelor de libertate a mișcării, pentru a menține corpul pe traiectoria impusă:
- accelerația centripetă: {\displaystyle {\vec {a}}_{c}p=-r*\omega ^{2}*{\vec {e}}_{R}}
- accelerația Coriolis: {\displaystyle {\vec {a}}_{c}=2*\omega *dr/dt*{\vec {e}}_{T}}
Forțele de inerție sunt opuse forțelor de constrângere date de accelerațiile de constrângere, fiind:
- forța centrifugă
- forța Coriolis
Deci suma forțelor inerțiale și a forțelor de constrângere, sau legături, este egală cu zero pe traiectoria impusă. Forțele de constrângere fiind anulate de forțele de inerție, încât conform cu Principiul lui d'Alembert lucrul mecanic virtual al forțelor de constrângere este zero, ortogonal pe traiectorie.

Conform cu principiul al 3-lea fundamental al mecanicii a lui Newton, principiul acțiunii și reacțiunii, forțele și momentele datorate inerției {\displaystyle {\vec {F}}_{i},{\vec {M}}_{i}} sunt egale și de sens opus forțelor și momentelor acțiunii, adică forțelor și momentelor antrenante și de legătură {\displaystyle ({\vec {F}}_{a},{\vec {M}}_{a}),({\vec {F}}_{l},{\vec {M}}_{l})}. Scriind ecuațiile de echilibru se obține:
{\displaystyle \Sigma {\vec {F}}:{\vec {F}}_{a}+{\vec {F}}_{l}+{\vec {F}}_{i}=0} - Suma forțelor
{\displaystyle \Sigma {\vec {M}}:{\vec {M}}_{a}+{\vec {M}}_{l}+{\vec {M}}_{i}=0} - Suma momentelor

## Deducerea cinematică a accelerației Coriolis
Fiind deci un efect observabil de un observator în rotație, se alege ca sistem de referință al descrierii matematice și fizice, un sistem de referință rotativ cu originea fixată intru-n sistem de referință inerțial. 

Solitar legat cu sistemul rotativ se consideră comportarea cinematică a unui vector local {\displaystyle {\vec {r}}} plasat în originea acestui sistem rotativ. 
Conform principiului separării efectelor considerăm un sistem energetic izolat, deci fără schimb de energie cu exteriorul, astfel încât:
{\displaystyle \Sigma {\vec {F}}_{ext}=0} - suma forțelor exterioare
{\displaystyle \Sigma {\vec {M}}_{ext}=0} - suma momentelor exterioare
{\displaystyle E_{total}=E_{cin}+E_{pot}=const} - energia totală e constantă
Accelerația Coriolis se deduce atunci din derivata de ordinul doi a vectorului de poziție {\displaystyle {\vec {r}}} într-un sistem de referință inerțial {{\displaystyle {\vec {i}};{\vec {j}}}} 
descris cu versorii radial și tangențial {{\displaystyle {\vec {e}}_{R}(\phi );{\vec {e}}_{T}(\phi )}} al sistemului de referință rotativ neinerțial.  
folosind regulile de derivare a vectorilor pentru versor, cu: {\displaystyle d\phi /dt=\omega }
{\displaystyle d{\vec {e}}_{R}(\phi )/dt=\omega *{\vec {e}}_{T}(\phi )} ( (1.49))
{\displaystyle d{\vec {e}}_{T}/dt(\phi )=-\omega *{\vec {e}}_{R}(\phi )} ( (1.50))
se obține
{\displaystyle {\vec {r}}=r(t)*{\vec {e}}_{R}(\phi )}  - vectorul variabil de poziție rotativ cu viteza unghiulară {\displaystyle \omega =d\phi /dt}
{\displaystyle {\vec {v}}=d{\vec {r}}/dt=dr/dt*{\vec {e}}_{R}+\omega *r*{\vec {e}}_{T}={\vec {v}}_{R}+{\vec {v}}_{T}} - viteza cu, {\displaystyle {\vec {\omega }}} fiind vectorul vitezei unghiulare
{\displaystyle {\vec {a}}=d^{2}{\vec {r}}/dt^{2}=(d^{2}r/dt^{2}-r*\omega ^{2})*{\vec {e}}_{R}+r*d\omega /dt*{\vec {e}}_{T}+2*\omega *dr/dt*{\vec {e}}_{T}={\vec {a}}_{R}+{\vec {a}}_{T}} ( (1.51))  - accelerația

## Forța Coriolis
Ultimul termen dă așadar forța de inerție Coriolis de semn opus accelerației de constrângere Coriolis, care după cum se vede este întotdeauna perpendiculară pe vectorul de poziție momentan: 
{\displaystyle {\vec {F}}_{cor}=-2*m*\omega *dr/dt*{\vec {e}}_{T}=-2*m*{\vec {\omega }}\times (dr/dt*{\vec {e}}_{R})=-2*m*{\vec {\omega }}\times {\vec {v}}_{R}}
Forța Coriolis este așadar opusă sensului de rotație și există numai atunci, cum se vede din formulă, când derivata radială {\displaystyle dr/dt} este diferită de zero. Deci accelerația și forța Coriolis există numai atunci când există și o viteză radială  {\displaystyle {\vec {v}}_{r}} diferită de zero.

## Definiția Forței Coriolis
După cum reiese din formula accelerației ea e definită cu componenta radială a vitezei, ca: 
{\displaystyle 2*m*{\vec {\omega }}\times {\vec {v}}_{R}}
Aceasta este definiția așa cum apare ea în cărțile de specialitate românești și cum se predă în învățământul superior din România.

## Forța Coriolis și momentul cinetic
Considerând momentul cinetic și derivata sa scalară: 
{\displaystyle {\vec {L}}/m=\omega *r^{2}*{\vec {e}}_{L}}
{\displaystyle dL/dt=m*r*(\omega '*r+2*\omega *r')}
se poate reformula accelerația vectorului de poziție ca: 
{\displaystyle {\vec {a}}=(a_{r}-r*\omega ^{2})*{\vec {e}}_{R}+1/(m*r)*dL_{c}/dt*{\vec {e}}_{T}} - accelerația
Ținând cont de teorema momentului cinetic | pag.608|:
{\displaystyle {\vec {d}}L_{c}/dt={\vec {M}}_{c}}
{\displaystyle {\vec {a}}=(a_{r}-r*\omega ^{2})*{\vec {e}}_{R}+1/(m*r)*M_{c}*{\vec {e}}_{T}} - accelerația
se obține în cazul unei mișcări circulare uniforme cu viteza unghiulară {\displaystyle \omega =const;\omega '=0}
expresia accelerației Coriolis:
{\displaystyle {\vec {a}}_{c}=M_{c}/(m*r)*{\vec {e}}_{T}}
{\displaystyle (m*{\vec {a}}_{c})*r=M_{c}*{\vec {e}}_{T}}
Ținând cont de conservarea momentului cinetic:
{\displaystyle dL/dt=M_{c}+dL_{c}/dt=0}
rezultă momentul forței Coriolis, fiind negativ are un efect de frânare:
{\displaystyle M_{c}=-F_{c}*r}
Ținând cont și de accelerația unghiulară {\displaystyle \omega '} se obține forța Coriolis cu parametrii dinamici:
{\displaystyle F_{c}=m*v'_{T}-1/r*dL/dt}

## Deducerea ecuațiilor de mișcare

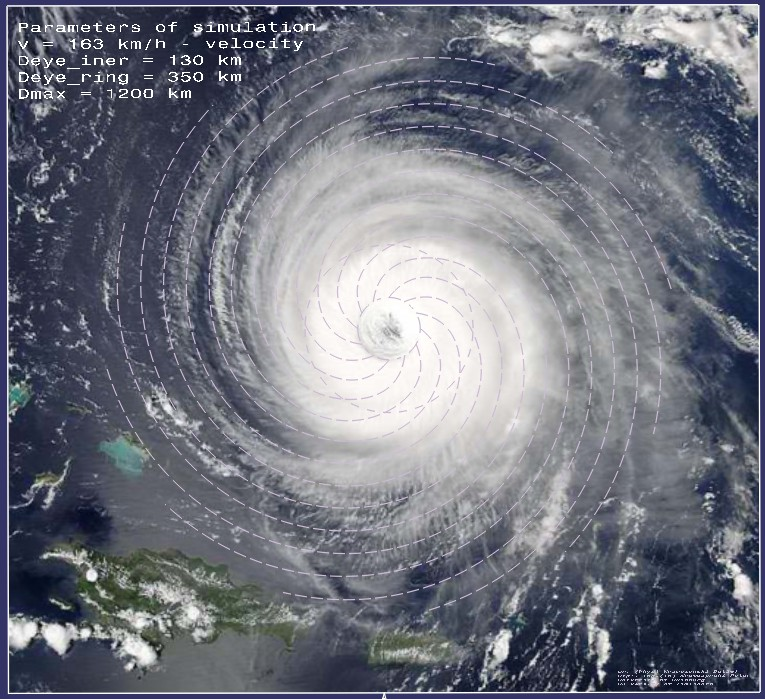
Simularea matematică a unui uragan pe baza ecuațiilor de mișcare din acest articol.

O proprietate remarcabilă a traiectoriei de mișcare Coriolis este că forma ei nu depinde de masa corpului în rotație. 
Explicație: Forța centrifugă a mișcării de rotație posedă un potențial, a cărui intensitate este proporțională cu masa corpului în rotație. Acționând asupra aceleași mase, masa nu contează. Este ca și in cazul orbitelor gravitaționale, unde orbita nu depinde de masa corpului care gravitează, cel puțin în mecanica clasică. 
Potențialul centrifug are aceiași structură matematică ca și potențialul gravitațional. Deci se pot aplica aceleași soluții matematice. Aceleași probleme au aceleași soluții matematice. 
Ecuațiile de mișcare in sistemul de referință rotitor
Parametrii inițiali ale traiectoriei:
{\displaystyle \omega _{0I}} - viteza unghiulară inițială în SRI
{\displaystyle v_{r}=dr/dt=r'}  - viteza radială considerată constantă
{\displaystyle r_{0}} - raza de rotație inițială
{\displaystyle r=r_{0}+r'*t} - raza de rotație
Traiectoria corpului este impusă prin următoarele ecuații în SRI.
{\displaystyle r(t)=r_{0}+v_{r}*t} - raza de rotație
{\displaystyle \omega _{I}(t)=\omega _{0I}+\omega '*t}  - viteza unghiulară
{\displaystyle \phi _{I}(t)=\omega _{0I}*t+1/2*\omega '*t^{2}} - poziția unghiulară
din conservarea momentului cinetic în SRI avem: 
{\displaystyle \omega _{0I}=(L/m)/r_{0}^{2}}
{\displaystyle \omega _{I}=(L/m)/r^{2}}
{\displaystyle \omega '=-2*(L/m)*r'/r^{3}}
Traiectoria se află în rotație în sistemul SRI, împreună cu sistemul SRR, cu viteza unghiulară {\displaystyle \omega _{0I}}, 
Traiectoria mișcării este fixă în sistemul de referință rotitor SRR, 
vectorul de poziție având viteza unghiulară relativă:
{\displaystyle \omega _{R}=\omega _{I}-\omega _{0I}=\omega '*t}
de unde:
{\displaystyle 2*r'/r^{3}*t=1/r_{0}^{2}-1/r^{2}}
obținem viteza unghiulară în SRR:
{\displaystyle \omega _{R}=\omega '*t=-2*(L/m)*r'/r^{3}*t=-(L/m)*(1/r_{0}^{2}-1/r^{2})}
obținem poziția unghiulară a vectorului de poziție in SRR:
{\displaystyle \phi _{R}(t)=\omega _{R}*t+\omega '*t^{2}/2=(\omega _{R}+\omega '*t)*t/2=(\omega '*t)*t}
{\displaystyle \phi _{R}(t)=-(L/m)*(1/r_{0}^{2}-1/r^{2})*t}
obținem astfel ecuațiile traiectoriei în SRR:
{\displaystyle r(t)=r_{0}+v_{r}*t}
{\displaystyle \phi _{R}(t)=-(L/m)*(1/r_{0}^{2}-1/r^{2})*t}
Ecuațiile traiectoriei in sistemul de referință inerțial SRI
Traiectoria mai sus determinată se află in rotație față de SRI, 
astfel că trebuie să adunăm viteza unghiulară relativă {\displaystyle \omega _{0I}}, 
la viteza unghiulară a vectorului de poziție {\displaystyle \omega _{R}} din sistemului rotitor SRR.
Raza de rotație rămânând nemodificată, deoarece cele două sistem au aceeași axă de rotație:
{\displaystyle \omega _{I}=\omega _{R}+\omega _{0I}}
obținem astfel ecuațiile traiectoriei in SRI:
{\displaystyle r(t)=r_{0}+v_{r}*t}
{\displaystyle \phi _{I}(t)=(\omega _{0I}-(L/m)*(1/r_{0}^{2}-1/r^{2}))*t}
Eliminând parametrul timpului "t" din cele două ecuații ale traiectoriei, respectiv, 
se obține ecuația implicită a traiectoriei.

## Caz particular
Un caz particular este dat de rotația Pământului.
Din cauză că suprafața Pământului se rotește cu o viteză mai mare în apropierea Ecuatorului decât la poli, forța Coriolis care ia naștere este mai slabă la Ecuator și crește spre poli.
Efectul Coriolis, datorat forței Coriolis, se manifestă prin aceea că în emisfera nordică (indiferent dacă deplasarea se face dinspre Ecuator spre Polul Nord sau invers) curenții atmosferici, apele curgătoare și curenții marini sunt deviați totdeauna spre dreapta (față de sensul de deplasare), în timp ce în emisfera sudică sunt deviați spre stânga. Un efect vizibil este dat de apele curgătoare, la care se produce eroziunea malurilor drepte (în emisfera nordică), respectiv stângi (în emisfera sudică). În emisfera nordică malul abrupt al râurilor este cel drept în timp ce în emisfera sudică malul abrupt este cel stâng.
Același lucru se poate observa și la căile ferate: în emisfera nordică, șina dreaptă are o uzură ceva mai pronunțată, în cea sudică având loc un fenomen invers.
Efectul poartă numele descoperitorului său, matematicianul francez Gaspard-Gustave Coriolis (1792-1843) care în 1835 descrie pentru prima dată acest fenomen.
Revenind la efectul Coriolis, acesta se observă la nivelul curenților de aer și oceanici, iar mitul cu apa care curge la WC, invers în emisfera sudică, este doar un mit.
În ceea ce privește influența efectului Coriolis când se folosesc arme cu glonț, aceasta este mică în cazul pistoalelor și chiar a PM (pușcă-mitralieră, gen AK), dar efectul este observabil la artilerie, pușcă de rază lungă (mai mult de 600 de metri) și rachete balistice. Dacă se aruncă cu obuze la câțiva kilometri distanță iar direcția de tragere este spre nord, atunci va trebui țintit puțin la stânga, pentru că obuzul va devia către dreapta.